# Татеяма (Тіба)
35°41′41″ пн. ш. 139°58′57″ сх. д. / 35.69472° пн. ш. 139.98250° сх. д.
Татея́ма (яп. 館山市, たてやまし, МФА: [tatejama ɕi̥]) — місто в Японії, в префектурі Тіба.

## Географія
Розташоване в найпівденнішій частині префектури, на півдні півострова Босо, на березі Татеямської затоки. 

### Клімат
Місто знаходиться у зоні, котра характеризується вологим субтропічним кліматом. Найтепліший місяць — серпень із середньою температурою 25.6 °C (78 °F). Найхолодніший місяць — січень, із середньою температурою 5 °С (41 °F).
| Клімат Татеями          | Клімат Татеями | Клімат Татеями | Клімат Татеями | Клімат Татеями | Клімат Татеями | Клімат Татеями | Клімат Татеями | Клімат Татеями | Клімат Татеями | Клімат Татеями | Клімат Татеями | Клімат Татеями | Клімат Татеями |
| Показник                | Січ.           | Лют.           | Бер.           | Квіт.          | Трав.          | Черв.          | Лип.           | Серп.          | Вер.           | Жовт.          | Лист.          | Груд.          | Рік            |
| Середній максимум, °C   | 11             | 11             | 13             | 18             | 22             | 24             | 27             | 30             | 26             | 22             | 17             | 13             | 19             |
| Середня температура, °C | 5              | 6              | 8              | 13             | 17             | 21             | 24             | 26             | 23             | 17             | 13             | 8              | 15             |
| Середній мінімум, °C    | 0              | 1              | 3              | 9              | 13             | 17             | 21             | 22             | 19             | 13             | 8              | 2              | 10             |
| Норма опадів, мм        | 56             | 74             | 124            | 144            | 168            | 214            | 141            | 138            | 202            | 190            | 110            | 52             | 1611           |
| ----------------------- | -------------- | -------------- | -------------- | -------------- | -------------- | -------------- | -------------- | -------------- | -------------- | -------------- | -------------- | -------------- | -------------- |
| Джерело: Weatherbase    |                |                |                |                |                |                |                |                |                |                |                |                |                |

## Історія
Виникло на базі середньовічного призамкового містечка самурайського роду Сатомі. Історичний центр колишньої провінції Ава. В ранньому новому було столицею автономного уділу самурайського роду Інаба.

## Економіка
Основою економіки є сільське господарство, городництво, рибальство, харчова промисловість. Головне комерційне місто регіону Ава. Центр морського дозвілля і туризму. Станом на 1 жовтня 2008 площа міста становила 110,21 км². Станом на 1 січня 2009 населення міста становило 49 610 осіб.